# Wilhelm Liebold
Wilhelm Heinrich Liebold (* 20. Januar 1844 in Zeulenroda; † 29. Juni 1920 ebenda) war ein deutscher Kaufmann und Politiker.

## Leben
Liebold war der Sohn des Leinenwebermeistes Gottlieb Heinrich Liebold in Zeulenroda und dessen Ehefrau Christiane Sophie geborene Thoß aus Zeulenroda. Er war evangelisch-lutherischer Konfession und heiratete am 7. September 1873 in Zeulenroda Selma Sophie Müller (* 27. Juli 1849 in Zeulenroda; † 14. Februar 1836 ebenda), die Tochter des Strumpfwirkers Karl Louis Müller.
Liebold lebte als Kaufmann, Handelskonzessionist und Materialwarenhändler in Zeulenroda. Von 1891 bis 895 war er zweiter Bürgermeister und später auch erster Bürgermeister von Zeulenroda. 1900 wurde er Stadtrat. Vom 16. April 1896 bis zum 4. Oktober 1871 war er Stadtverordneter und dann Mitglied des Gemeinderats. Vom 22. November 1882 bis zum 11. November 1898 war er Abgeordneter im Greizer Landtag.